# Bonifazio Asioli
Pour les articles homonymes, voir Asioli.
Bonifazio Asioli est un compositeur italien né à Correggio le 30 août 1769 et mort dans la même ville le 18 mai 1832.

## Biographie
Appartenant à une famille de musiciens, à l'âge de six ans, il était déjà capable d'écrire une Messe en Ré et de la diriger lui-même dans l'église de Saint-Quirin à Correggio, près de Reggio Emilia, alors dans le duché de Parme. Plus tard, il est devenu l'élève d'Angelo Morigi, premier violon de la Cour de Parme et auteur d'un traité sur le contrepoint. Il a poursuivi ses études à Venise, Ferrare et Bologne, où, pendant quelques mois, il a été l'élève du Padre Martini.
Jeune, le 14 mars 1786, il a été nommé maître de chapelle à Correggio. Il est l'auteur d'opéras (La Contadina vivace, La volubile, La discordia, l ratto di Proserpina, Le nozze in villa, etc). Il excellait, cependant, dans la musique sacrée (plusieurs messes, des antiennes, des litanies, des motets, etc.) et instrumentale (cinq symphonies, de la musique de chambre, des sonates pour divers instruments, etc).
En 1808 il a été nommé directeur du « R. Conservatorio di Musica de Milan », récemment créé, l'actuel Conservatoire Giuseppe Verdi. Il a écrit également des traités de théorie de la musique et des ouvrages d'enseignement.